# Kostel svaté Anny (Malměřice)
Poutní kostel svaté Anny v Malměřicích je barokní sakrální stavbou z roku 1710. Je chráněn jako kulturní památka České republiky.

## Historie
Malměřice patřily ještě k farnosti Žihle, když zde byl roku 1710 vybudován filiální kostel, který byl upraven a rozšířen roku 1713. Vysvěcen byl až v roce 1715. Ke kostelu přibyly v roce 1731 boční přístavky. V roce 1784 zde byla zřízena lokálie. K povýšení na samostatnou farnosti Malměřice došlo v roce 1853, čímž se stal kostel farním.
Kostel se stal poutním místem litoměřické diecéze díky milostnému obrazu „černé Matky Boží“. K obrazu putovaly četné poutě a ve zmenšené míře se tato úcta udržela až do začátku 20. století.
V roce 1993 při vzniku plzeňské diecéze byla farnost Malměřice zařazena do této nově vzniklé diecéze.

## Architektura

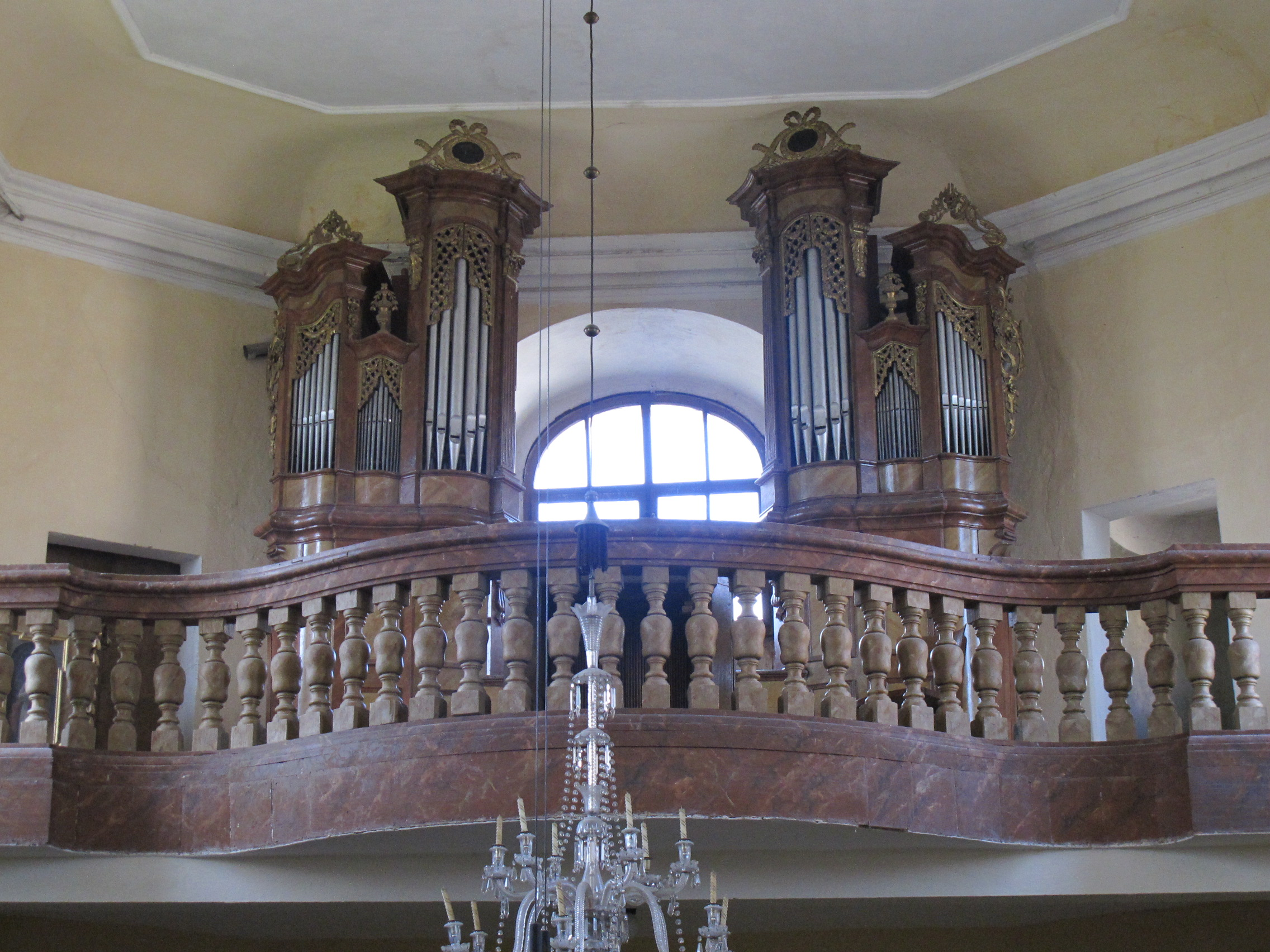
Kruchta malměřického kostela s varhany

Kostel je jednolodní s trojboce zakončeným presbytářem. Po stranách je sakristie a Boží hrob. V západním průčelí se nachází předsíňka. Fasády lodi jsou členěny pilastry, zatímco fasády presbytáře lizénovými rámci. Západní nároží jsou zkosena. V průčelí kostela je trojúhelníkový štít. Kolem obdélných, půlkruhově zakončených oken se nachází jednoduché rámování.
Uvnitř má kostel plochý strop. Loď je v koutech zkosena. Kruchta je zděná konvexně-konkávní. Stěny jsou členěny lizénami pouze v presbytáři.

### Vybavení
Hlavní oltář pochází z první poloviny 18. století. Je bohatě řezaný, rámový, zdobený akantem se stuhou a je sochařským dílem. Boční tabulový oltář je zasvěcen Panně Marii. Kazatelna je v barokním stylu. Ve výklencích v lodi se nacházejí sochy sv. Václava a sv. Jana Nepomuckého, které pocházejí z první poloviny 18. století.